# Orbitsville (roman)
Orbitsville är en science fiction-roman publicerad 1975, av Bob Shaw om upptäckten av ett obebott dysonsfärslikt objekt, en ofantlig artefakt som omger en stjärna. ISBN 0-330-25013-2. Romanen vann 1976 års British Science Fiction Award för bästa roman.
Romanen presenterades episodvis i Galaxy Science Fiction  1974, juni-augusti. Shaw skrev två uppföljare, Orbitsville Departure 1983 (ISBN 0-671-69831-1) och Orbitsville Judgement  1990. 
Shaw tog en paus från skrivande och bosatte sig i Kanada mellan 1956 och 1958.  Hans roman Vertigo utspelar sig i Alberta och Orbitsville's gränslösa gräsmarker kan ha inspirerats av denna period in hans liv.

Teckningen visar ett dysonskal, som en variant av Dyson's originalidé, med en radie på en AU.

## Sammandrag
En dysonsfär beskrevs i ursprungliga dokument av den prisbelönade amerikansk-brittiske teoretiske fysikern Freeman Dyson. Det är en skalliknande hypotetisk jättesfär, uttänkt som en framtida energikälla. Detta är en klassisk megastruktur-berättelse som redan Olaf Stapledon spekulerade kring i sin bok Stjärnskaparen 1937. Upptäckten av en jättesfär runt en stjärna med en beboelig yta lika stor som fem miljarder jordars, framkallar den så kallade sense of wonder, som driver sådana historier framåt.

## Översättningar
- Nederländska: "Het Stalen Paradijs", 1979, ISBN 90-6317-881-6.
- Ryska: "Орбитсвиль", "Отбытие Орбитсвиля", "Судный день Орбитсвиля", 1995, ISBN 5-88196-349-0
- Svenska: "Den största världen", 1980, Delta förlags AB, {{ISBN|91 7228 2177}}